# Naraian Pandit (matemático)
Naraian Pandit (नारायण पण्डित, también conocido como Narayana; norte de la India, 1340-1400) fue un importante matemático de la India. Plofker escribe que sus textos fueron los tratados sánscritos sobre matemáticas más importantes después de los de Bhaskara II, aparte de los de la escuela de Kerala.

## Nombre
- nārāyaṇápaṇḍitá, en el sistema AITS (alfabeto internacional para la transliteración del sánscrito).
- नारायणपण्डित, en escritura devanagari del sánscrito.
- Pronunciación: /naraianá[3] panditá/,[4]
  - /naráian pándit/ en idioma hindí.
  - /noróian póndit/ en idioma bengalí moderno.
- Etimología:
  - nārāyaṇá: ‘el hijo del Varón original [Dios]’ (patronímico de nará [‘varón, Dios’]).[3]
  - paṇḍitá: ‘erudito’. Podría provenir del término spandita (‘actividad [de la mente], poner en movimiento, temblor’)[4]

## Biografía
Acerca de su vida, lo único que se sabe es que:
El nombre de su padre era Nrisimja, y la distribución de los manuscritos de sus obras sugiere que él pudo haber vivido y trabajado en la mitad norte de la India.

## Obras
En 1356, Naraian escribió un tratado de aritmética llamado Ganita-kaumudi, que anticipó muchos desarrollos de combinatoria.
Escribió también un tratado algebraico llamado Biya-ganita-vatamsa.
También se cree que fue el autor de un comentario detallado del Lilavati, de Bhaskara II, llamado Karma-pradipika o Karma-paddhati.
A pesar de que el Karma-pradípika contiene poco trabajo original, contiene siete métodos diferentes para la cuadratura de números (que es totalmente original de este autor), así como varias contribuciones en álgebra y cuadrados mágicos.
Otras obras importantes de Naraian contienen una variedad de desarrollos matemáticos:
- una regla para calcular valores aproximados de raíces cuadradas,
- investigaciones sobre la ecuación de segundo orden indeterminado nq2 + 1 = p2 (ecuación de Pell),
- soluciones de ecuaciones indeterminadas de orden superior,
- operaciones matemáticas con cero,
- varias reglas geométricas, y
- una discusión sobre los cuadrados mágicos y otras figuras similares.[5]
- contribuciones menores a las ideas de cálculo diferencial que se encuentran en los trabajos de Bhaskara II.
- contribuciones al tema de los cuadriláteros cíclicos.[6]
- desarrolló un método para la generación sistemática de todas las permutaciones de una secuencia determinada.